# Charles Maung Bo
Charles Maung Bo S.D.B (29 d'octubre de 1948) és l'actual arquebisbe de Yangon. Va ser instal·lat al càrrec actual el 7 de juny de 2003.El 14 de febrer de 2015 el Papa Francesc el va fer cardenal.

## Biografia
Bo va néixer el 29 d'octubre de 1948 al poblet de Mohla, al districte de Shwebo, a Birmània (avui Myanmar). Fill d'una família camperola i profondament catòlica, és el fill petit d'U Hohn Bo i Julian Daw Aye. Va quedar orfe de pare quan només tenia 2 anys, i poc després va quedar a la cura dels pares salesians de Mandalay, on va rebre una sòlida formació primària i secundària. Va ser en aquest context que va néixer la seva vocació sacerdotal, ingressant a l'Aspirantat Nazareth, un seminari salesià d'Anisakan, on estudià entre 162 i 1976, i on realitzà la primera professió de fe a l'orde salesià el 24 de maig de 1970. Els vots perpetus els realitzà el 10 de març de 1976.

### Presbiterat
Bo va ser ordenat prevere dels Salesians de Don Bosco el 9 d'abril de 1976 a Lashio. Poc després, va rebre el seu primer encàrrec pastoral com a rector a Loihkam, càrrec que ocupà fins al 1981, quan va ser traslladat a Lashio. Posteriorment, entre 1983 i 1985, va ser formador al seminari d'Anisakan, on ell mateix havia estudiat. Va ser nomenat administrador apostòlic de la prefectura apostòlica de Lashio el 1985, després de la renúncia del prefecte John Jocelyn Madden; assumint el càrrec de prefecte el 16 de maig de 1986.

### Episcopat
Quan, mitjançant la butlla pontifícia Missionariorum ob sollertem del 7 de juliol de 1990, el Papa Joan Pau II elevà la prefectura apostòlica al rang de diòcesi, Bo esdevingué el primer bisbe. La seva consagració episcopal va tenir lloc el 16 de desembre següent, a la catedral del Sagrat Cor, de mans d'Alphonse U Than Aung, arquebisbe metropolità de Mandalay, assistit per Abraham Than, bisbe de Kengtung i de Paul Zingtung Grawng, bisbe de Myitkyina. Com a lema episcopal escollí «Omnia possum in eo», que traduït vol dit "Tot posat en Ell".
Després de set anys de ministeri a Lashio, el 13 de març de 1996 va ser traslladat a la seu episcopal de Pathein, mort el 16 d'agost. El 3 d'abril de 2002 va ser nomenat administrador apostòlic de l'arquebisbat de Mandalay, després de la dimissió d'U Than Aung, ocupant aquest càrrec fins al 24 de maig de l'any posterior, quan es nomenà com a successor a monsenyor Grawng.
El 24 de maig de 2003 el Papa Joan Pau II decidí promoure'l a la seu metropolitana de Yangon, després de la renúncia per motius d'edat de Gabriel Thohey Mahn-Gaby, que va tenir lloc el 30 de setembre de l'any anterior. Va prendre possessió solemne de la catedral de la Immaculada Concepció el 7 de juny. El 29 de juny següent, dia de la solemnitat de Sant Pere i Sant Pau, el Papa li va imposar el pal·li a la basílica de Sant Pere.
Ha presidit la Conferència Episcopal de Myanmar durant 7 anys (2000-2006). A més és secretari tresorer de la CEM, a més de ser responsable dels seminaris i del diàleg amb les altres religions. En l'àmbit de la Federació de Confederacions de Bisbes Catòlics Asiàtics està al capdavant de l'oficina pel desenvolupament humà i és membre de la comissió pels religiosos. També ha estat membre del Consell Pontifici per a la Cultura.

### Cardenalat
El 4 de gener de 2015, després de l'Àngelus dominical, el Papa Francesc anuncià la seva voluntat de crear-lo cardenal de l'Església Catòlica en el consistori a celebrar a la Basílica de Sant Pere el 14 de febrer següent. A la cerimònia se li assignà l'església titular de Sant Ireneu a Centocelle Va prendre possessió del seu títol cardenalici el 21 d'octubre de 2015. És el primer bisbe birmà en rebre la dignitat cardenalícia.
El 13 d'abril posterior, el Papa el nomenà membre de la Congregació per als Instituts de Vida Consagrada i Societats de Vida Apostòlica i del Consell Pontifici per a la Cultura.
Entre el 4 i el 25 d'octubre de 2015 va participar, nomenat per la Conferència Episcopal Birmana, a la XIV Assemblea General Ordinària del Sínode de Bisbes que se celebrà a la Ciutat del Vaticà.

## Posicions teològiques, morals, socials i sobre temes polítiques

### Església Catòlica i la col·laboració amb l'Estat
Des de sempre Bo ha portat a terme el seu ministeri en un país on la religió catòlica encara està marcada per moltes i contínues dificultats i sofriments, tant que en 1999 el Departament d'Estat dels Estats Units va senyalar Myanmar com un dels pitjors països del món violadors dels del dret a la llibertat religiosa. Fins i tot amb aquesta disparitat, sovint es recorda la importància de la col·laboració amb el govern per promoure el desenvolupament de l'estat: «Necessitem justícia per a la reconciliació, i sense reconciliació no podem aconseguir la pau. Una vegada que tinguem pau, així mateix assolirem el desenvolupament del país.»

### El diàleg religiós
Bo ha estat molt ocupat en la promoció del diàleg amb altres religions, i en una entrevista va dir, parlant dels altres líders religiosos, que: «Si demostrem unitat fomentarem una major comprensió mútua i la violència disminuirà.» També participa en el diàleg amb el budisme, al qual el govern segueix mostrant una preferència amb la propaganda oficial i el suport de l'Estat, així com l'economia, el suport a la construcció de monestirs i pagodes. Un senyal que aquesta forma de diàleg funciona amb lentitud, ho demostra el fet que un amic monge budista del cardenal Bo l'ha acompanyat en el seu viatge a Roma, participant en la cerimònia del consistori, assegut a la primera fila, al costat d'un altre monjo budista que acompanyava el nou cardenal de Bangkok Francis Xavier Kriengsak Kovithavanij.

### Església Catòlica
«Un dels grans evangelistes de la història cristiana és l'actual Papa Francesc: les seves paraules i accions han donat l'entusiasme pels cristians i pel món», va escriure a l'octubre de 2013 en una carta pastoral exhortant als catòlics portar a Crist als altres, imitant al servei de la Mare Teresa de Calcuta als pobres i els malalts. Des del principi, Bo va mostrar el seu suport al pontífex argentí. «L'Església a Myanmar sempre ha estat molt tradicional i molts, incloent al clergat, són una mica adversos a canviar», ha afegit en una entrevista al novembre de 2014. «Necessitem un canvi de mentalitat i d'actitud en sintonia amb Francesc. Sovint, l'Església és molt influent i centralitzada. Hi ha la necessitat de capacitar els laics, homes i dones, en particular. Tothom hauria de tenir una veu més gran i més activa en el procés de presa de decisions.»